# Безкровний Юхим Степанович
Юхим Степанович Безкровний (нар. 25 грудня 1901, тепер Чернігівська область — 1941, місто Станіслав, тепер Івано-Франківськ) — радянський діяч, голова Станіславського райвиконкому Станіславської області, 1-й секретар Станіславського обласного підпільного комітету КП(б)У.

## Життєпис
Народився в селянській родині.
З 1918 року служив у Червоній армії, був червоноармійцем дивізії під командуванням Миколи Щорса. Учасник Громадянської війни.
Член ВКП(б).
Закінчив Київську радянську партійну школу.
Перебував на відповідальній партійній і радянській роботі.
До осені 1939 року — голова виконавчого коміитету Погребищенської районної ради депутатів трудящих Вінницької області.
У жовтні — грудні 1939 року — голова Тимчасового управління міста Станіслава Станіславського воєводства.
У грудні 1939 — червні 1941 року — голова виконавчого коміитету Станіславської районної ради депутатів трудящих Станіславської області.
Під час німецько-радянської війни у липні 1941 року пройшов короткотермінову спеціальну підготовку із партизанської справи під Києвом і направлений для ведення підпільної роботи в Станіславську область. З липня 1941 року — 1-й секретар Станіславського підпільного обласного комітету КП(б)У. Невдовзі заарештований німецькою окупаційною владою у місті Станіславі. Страчений в листопаді 1941 року.

## Родина
Дружина — Єфросинія, родом із Чернігівщини.
Діти: Ольга, Володимир, Анатолій, Борис.